# Protambulyx
Protambulyx is een geslacht van vlinders uit de onderfamilie Smerinthinae van de familie pijlstaarten (Sphingidae).

## Soorten
- Protambulyx astygonus (Boisduval, 1875)
- Protambulyx carteri Rothschild & Jordan, 1903
- Protambulyx euryalus Rothschild & Jordan, 1903
- Protambulyx eurycles (Herrich-Schaffer, 1854)
- Protambulyx fasciatus Gehlen, 1928
- Protambulyx goeldii Rothschild & Jordan, 1903
- Protambulyx ockendeni Rothschild & Jordan, 1903
- Protambulyx rydbergi Gehlen, 1933
- Protambulyx strigilis (Linnaeus, 1771)
- Protambulyx sulphurea Rothschild & Jordan, 1903
- Protambulyx xanthus Rothschild & Jordan, 1906

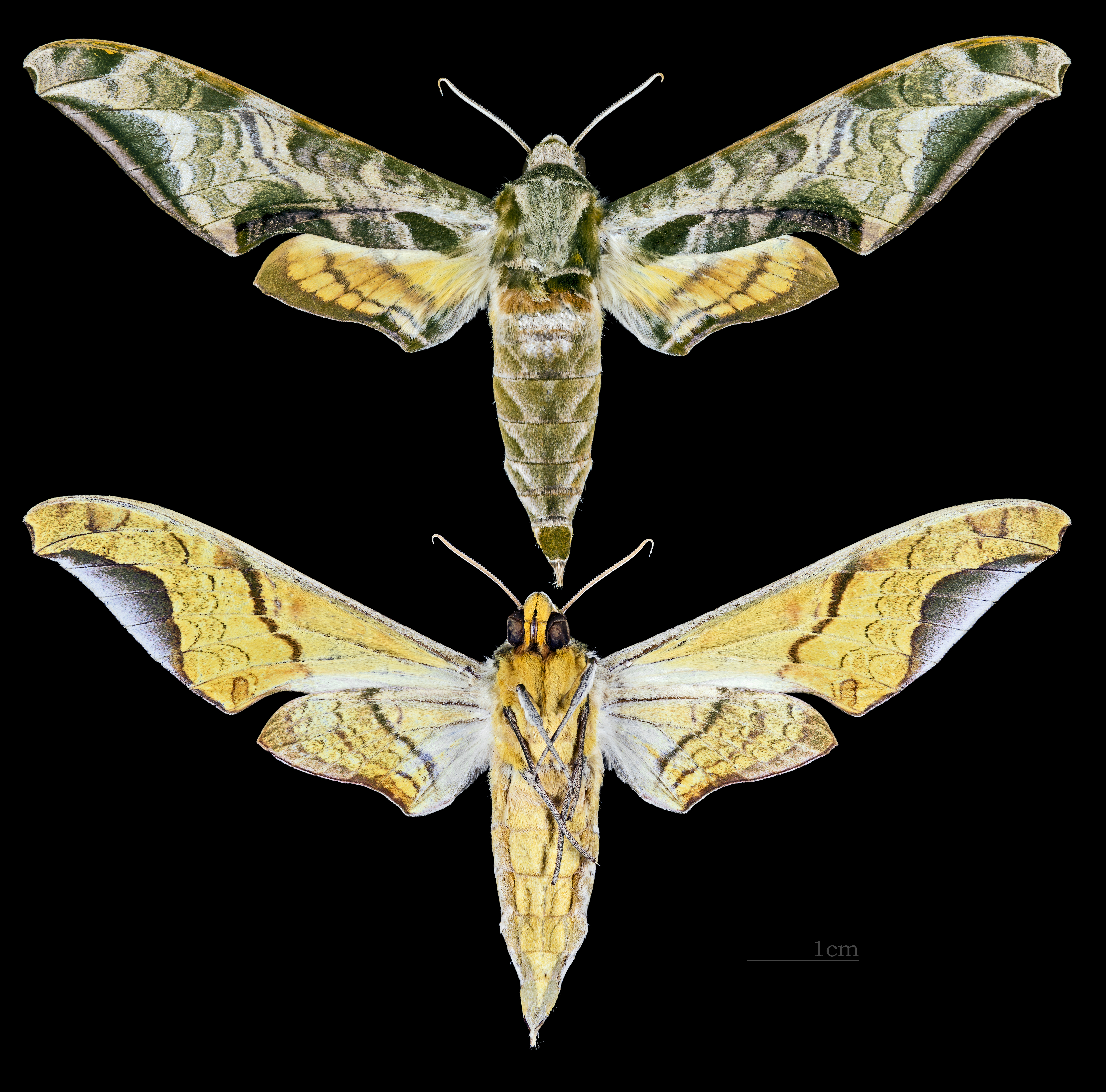
Protambulyx astygonus
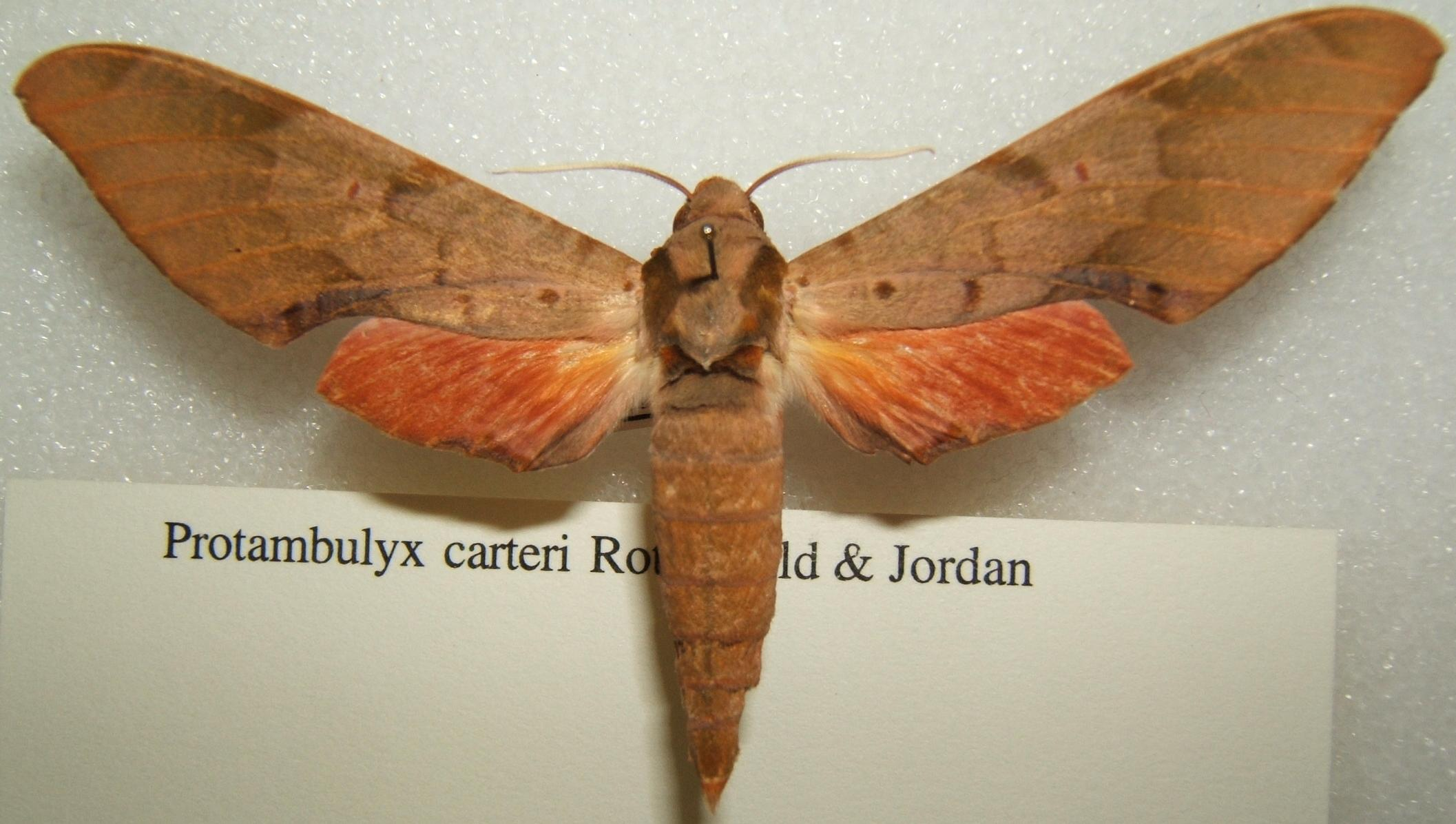
Protambulyx carteri
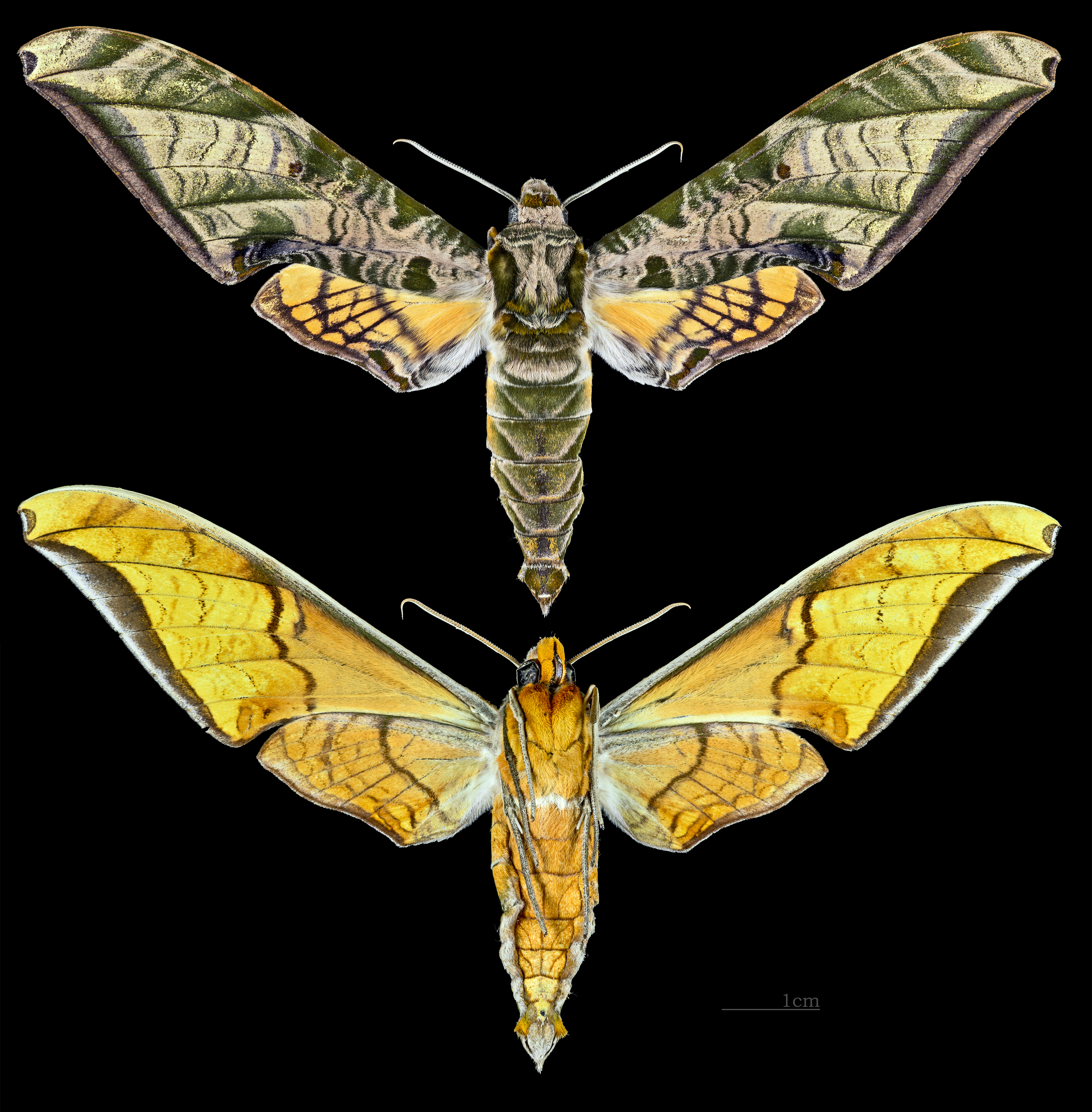
Protambulyx eurycles
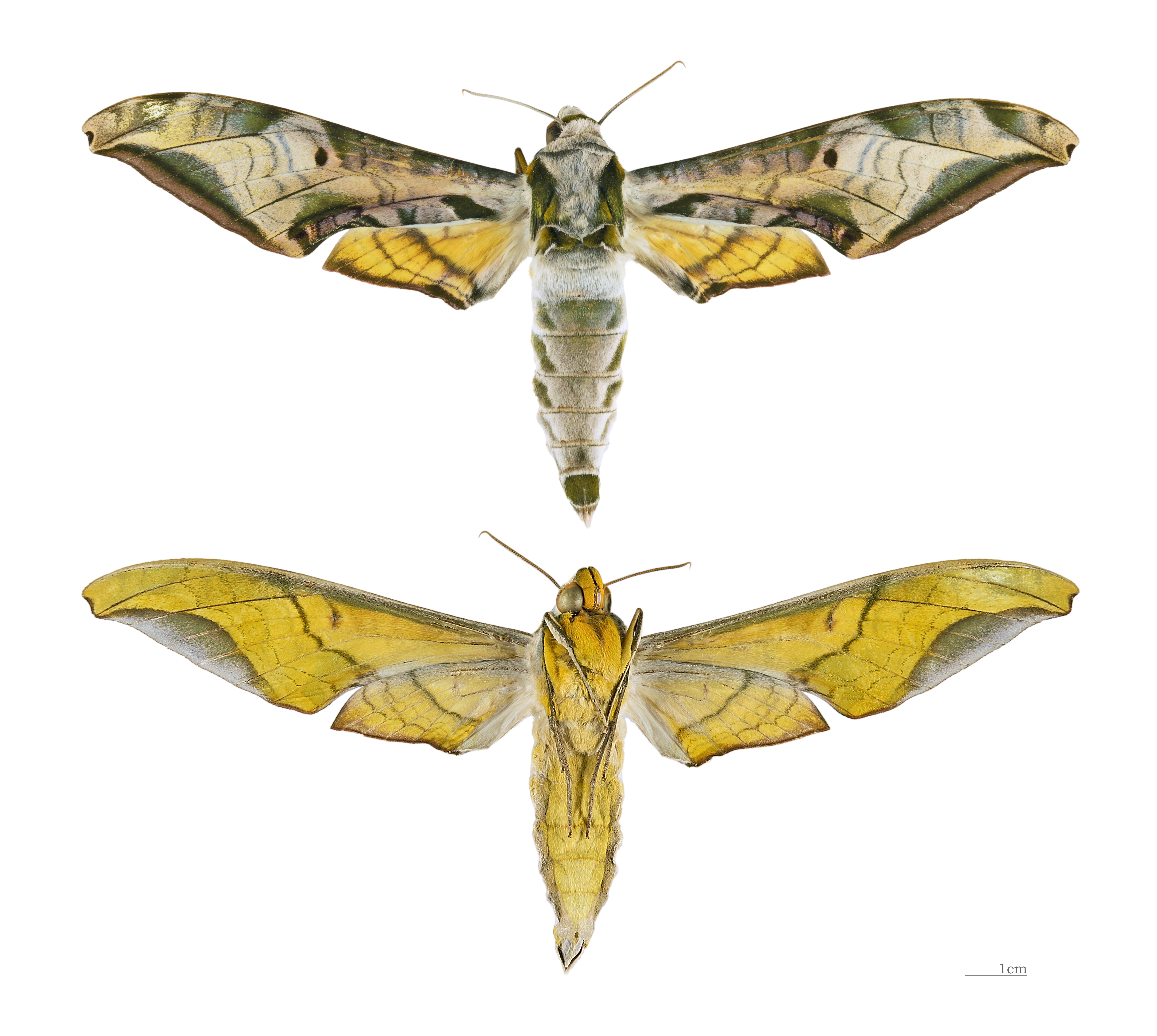
Protambulyx goeldii]
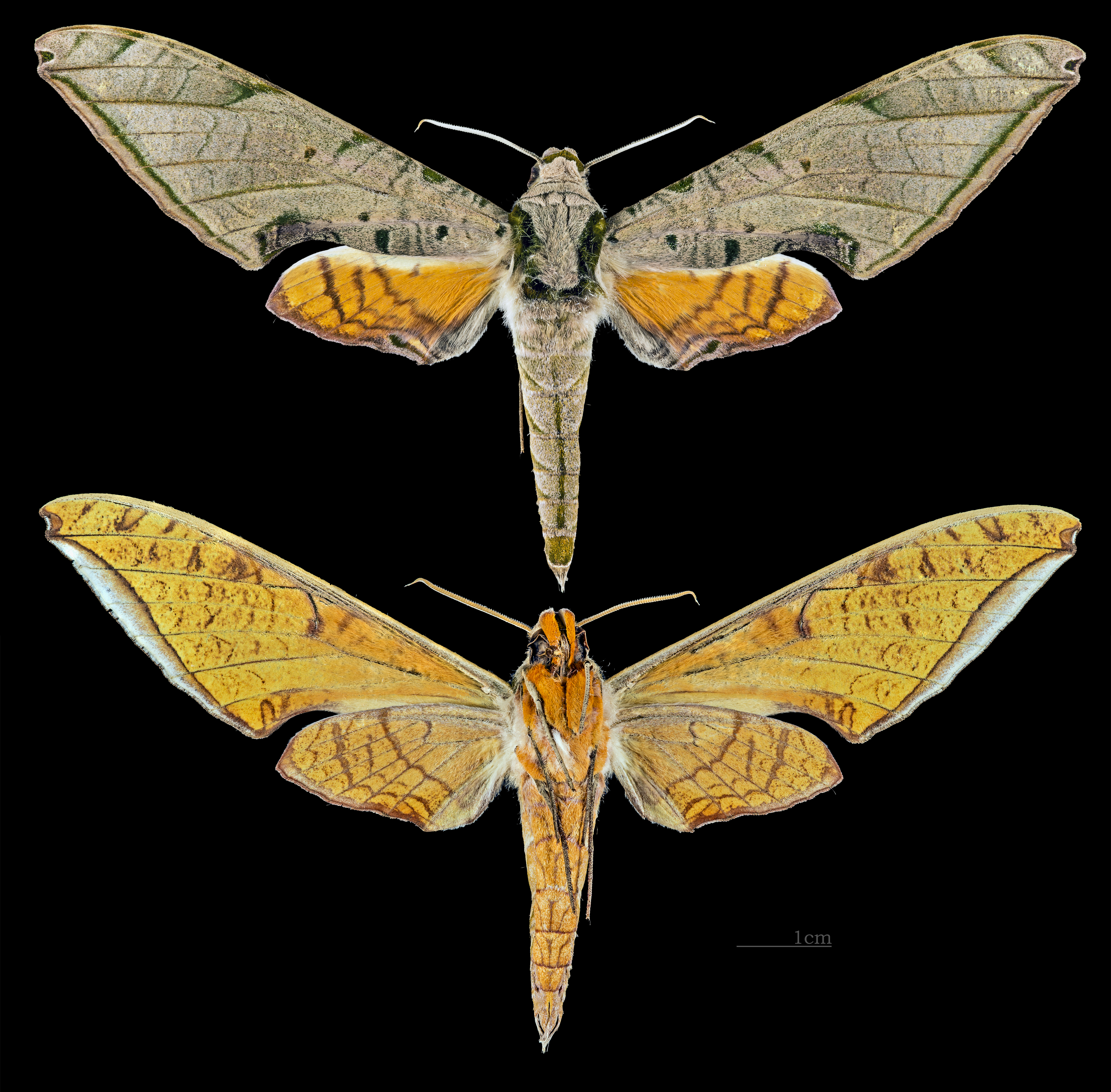
Protambulyx strigilis
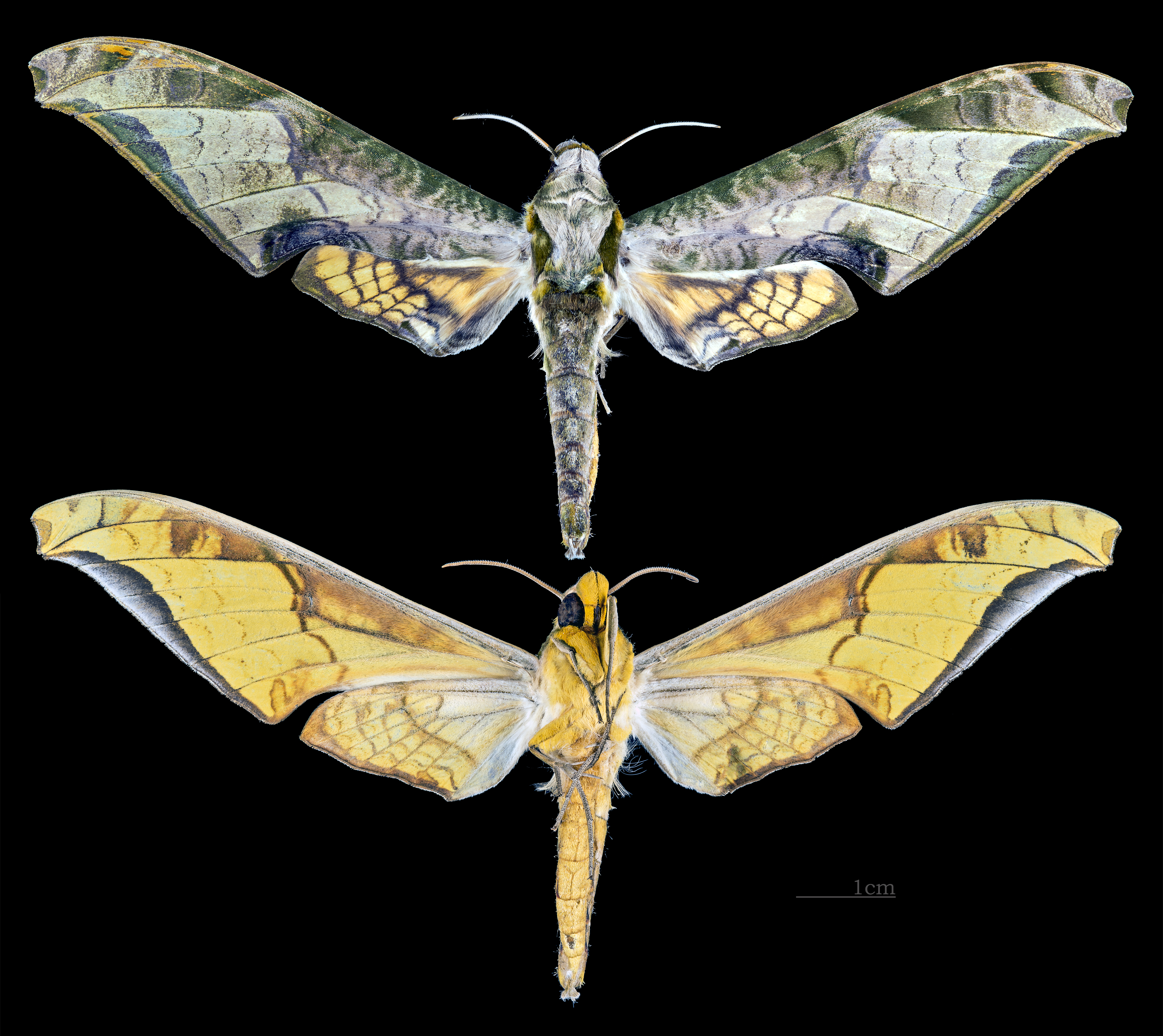
Protambulyx sulphurea